# Erdfunkstelle Fuchsstadt

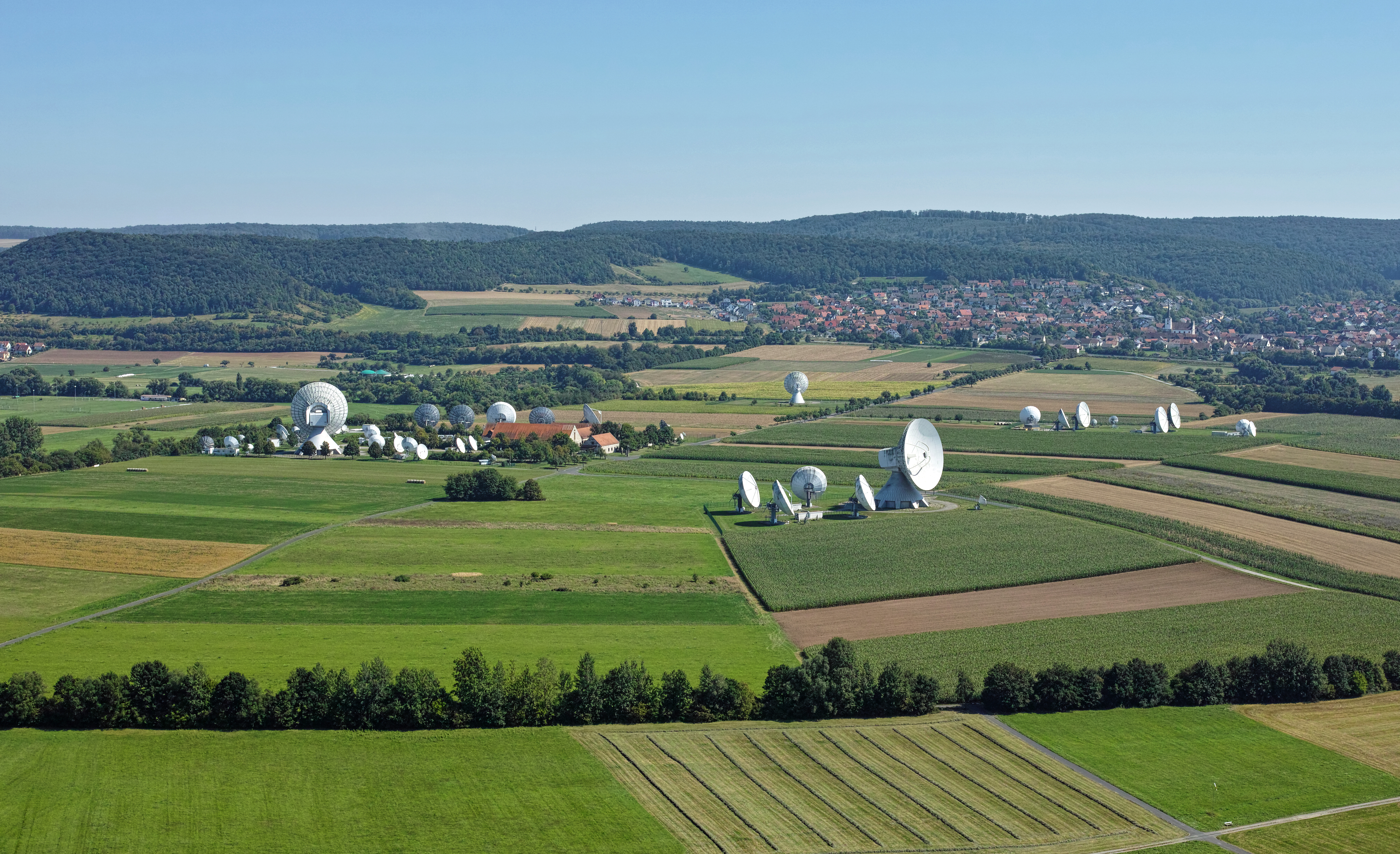
Erdfunkstelle Fuchsstadt

Die Erdfunkstelle Fuchsstadt ist eine Erdfunkstelle im unterfränkischen Landkreis Bad Kissingen auf dem Gebiet der Gemeinde Fuchsstadt. Sie wurde von der Deutschen Bundespost gebaut und wird heute vom luxemburgischen Unternehmen Intelsat betrieben. Die Erdfunkstelle Fuchsstadt dient als Bodenstation für die Kommunikation mit Nachrichtensatelliten und ermöglicht unter anderem satellitengestützte Telefongespräche, Internet-Verbindungen und Fernsehsendungen. Bis in die 1990er Jahre war Fuchsstadt ein bedeutender Knotenpunkt des weltweiten Kommunikationsnetzes; diese Bedeutung ist verloren gegangen, weil inzwischen der ganz überwiegende Teil des kontinentalen und interkontinentalen Nachrichtenaustauschs über Glasfaserkabel abgewickelt wird.
An der Erdfunkstelle stehen 50 Parabolantennen, darunter zwei Antennen vom Typ A mit einem Durchmesser von 32 Metern und etwa 25 weitere mit jeweils mehr als 9,3 Metern. Die Erdfunkstelle ist damit eine der größten Satelliten-Kommunikationsanlagen der Welt. Sie ist die erste Erdfunkstelle von Intelsat in Europa und zugleich die größte der sechs, die das Unternehmen betreibt. Mit ihren großen Parabolantennen ist sie im Saaletal weithin sichtbar.

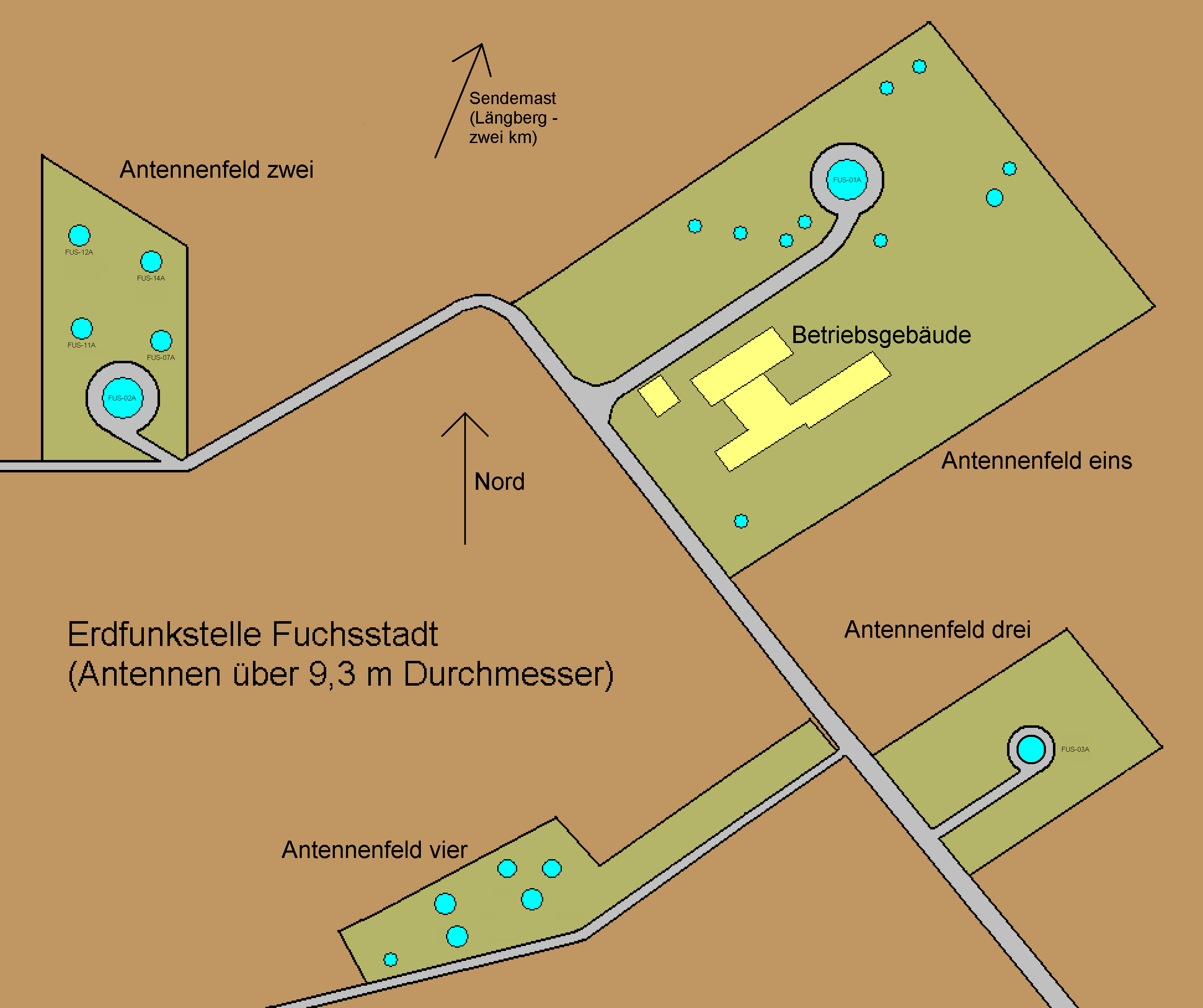
Grundriss der Erdfunkstelle Fuchsstadt

## Lage

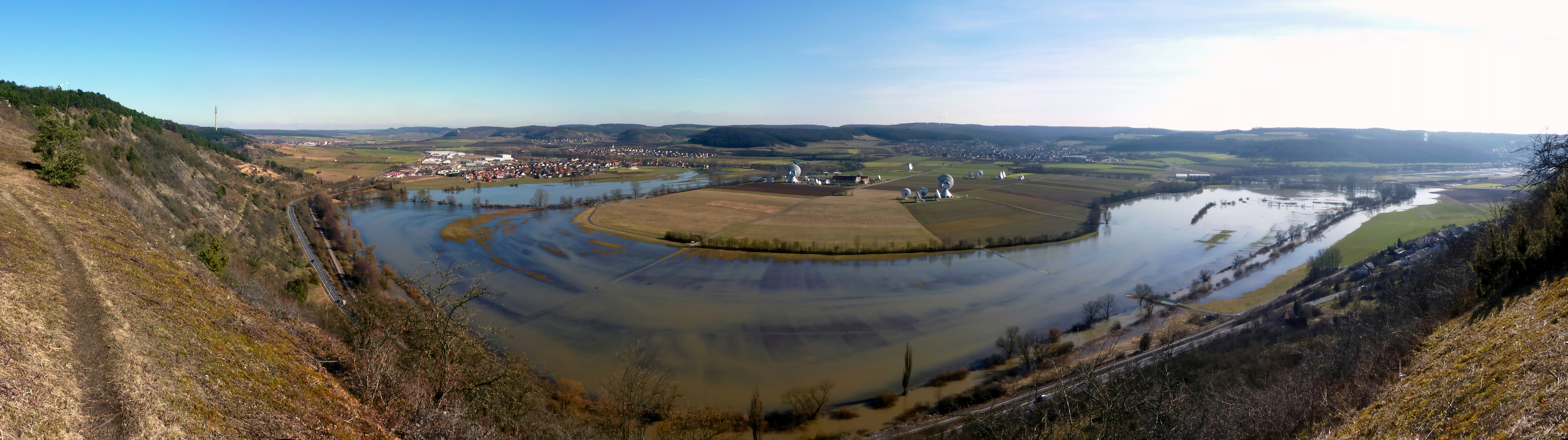
Gesamtansicht der Erdfunkstelle Fuchsstadt im Saaletal

Die Erdfunkstelle liegt zwischen der Bundesautobahn 7 und Hammelburg im Tal der Fränkischen Saale auf einem ebenen Plateau auf 192 Meter Höhe über NN. Das Plateau wird auf drei Seiten von der 15 Meter tiefer liegenden Fränkischen Saale umflossen. Nach Südosten hin schließt sich in 1,5 Kilometer Entfernung Fuchsstadt und im Westen in zwei Kilometer Entfernung Hammelburg an. Das Areal der Erdfunkstelle ist etwa 105.000 Quadratmeter groß und wird bis zur Fränkischen Saale und Fuchsstadt hin von landwirtschaftlich genutzten Flächen umgeben. Im Norden und Süden schließen sich Höhenzüge an, die sich in West-Ost-Richtung, entsprechend der Hauptrichtung der Fränkischen Saale, erstrecken. Die umliegenden Berge überragen das Plateau der Erdfunkstelle um bis zu 150 Meter. Diese Höhenzüge bewirken eine sehr gute natürliche Abschirmung ohne in den Hauptstrahlungsrichtungen zu den Satelliten zu stören.

## Geschichte

### Planung

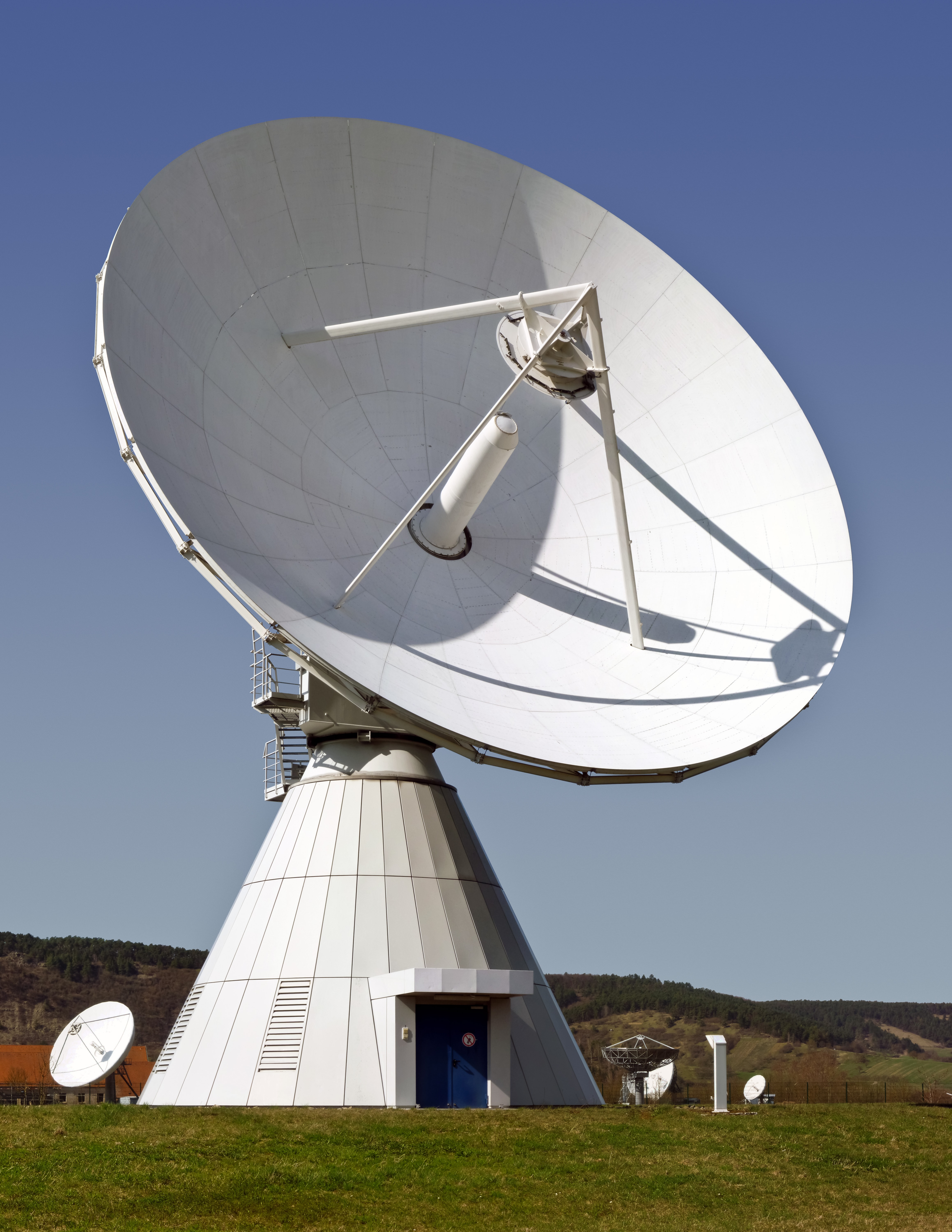
18-Meter-Antenne auf Antennenfeld drei

Gegen Ende der 1970er Jahre begann die Deutsche Bundespost ihre Planungen, um ihre zwei Erdfunkstellen in Raisting und Usingen zu ergänzen. Aufgrund des rasch steigenden Bedarfs an Satellitenfunkeinrichtungen mit einem jährlichen Zuwachs von 20 bis 25 Prozent wurde eine weitere Erdfunkstelle notwendig. Bei der Suche nach einem geeigneten Standort musste berücksichtigt werden, dass sich keine funktechnisch störenden Industrieobjekte in der Nähe befanden, möglichst eine natürliche Abschirmung des Geländes durch umliegende Hügel bestand und keine Beeinflussung durch das terrestrische Richtfunknetz entstand. Die Anbindung an das Verkehrsnetz sollte möglichst kostengünstig erfolgen, das Gelände in einer weitgehend erdbebensicheren Region liegen und auch die Forderungen des Umweltschutzes mussten berücksichtigt werden. Die intensiven Voruntersuchungen fanden bis zum Frühjahr 1981 statt.
Die Ingenieure fanden im Saaletal bei Fuchsstadt innerhalb einer Saaleschleife eine landwirtschaftlich genutzte Fläche, die ideale Bedingungen aufwies. Die Deutsche Bundespost begann dort mit den Vorbereitungen für den Bau der Anlage.

### Bau

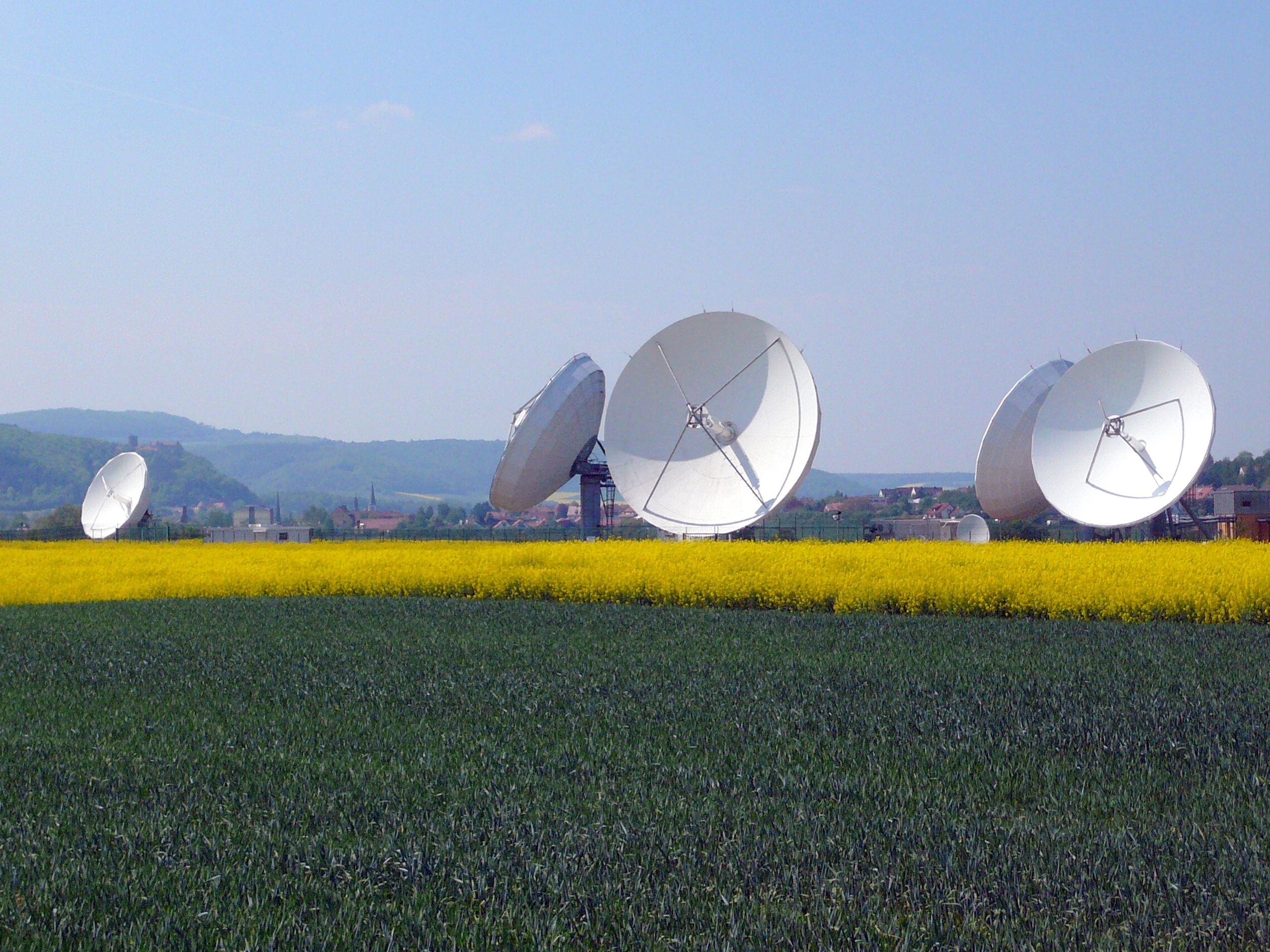
Antennenfeld vier mit fünf Antennen von 9,3 bis 16,4 Meter Durchmesser

Bereits im Sommer 1983, nach dem Abschluss des Planfeststellungs- und Genehmigungsverfahrens, wurden die Zufahrtsstraße und die Kabelkanäle zwischen dem Betriebsgebäude und den Antennenstandorten fertig gestellt. Im Oktober 1983 begann die Errichtung des Betriebsgebäudes, das in seiner Größe auf den geplanten Endausbau der Erdfunkstelle mit fünf Antennen ausgerichtet war. Siemens wurde beim Bau Generalunternehmer. Für den Stahlbau war MAN als Unterauftragnehmer vorgesehen, ANT war Unterauftragnehmer für die Empfangseinrichtungen und den Bau der Antennenanlagen. Im April 1984 entstand der Betonsockel für Antenne eins und am 24. Mai 1984 wurde Richtfest gefeiert. Zwei Kilometer nordöstlich der Erdfunkstelle wurde ein Fernmeldeturm gebaut. Ende Oktober 1984 war der Reflektor der Antenne eins mit 32 Metern Durchmesser und einem Gewicht von etwa 100 Tonnen auf dem Drehkreuz montiert. Er war vor Ort am Boden zusammengebaut und mit einem Spezialkran auf den Antennensockel gehoben worden. Die Gesamthöhe beträgt 42 Meter. Im selben Jahr wurde auch mit dem Bau der Antenne zwei begonnen. Am 1. Juli 1985 wurde die Antenne eins nach der Einmessung der nachrichtentechnischen Einrichtungen in Betrieb genommen. Im Herbst 1985 folgte Antenne zwei. Beide Antennen sind weitgehend identisch mit den beiden im Jahre 1981 in Raisting errichteten Antennen, sowohl vom äußeren Erscheinungsbild als auch bezüglich der wesentlichen technischen Merkmale.
Die Kosten für die beiden ersten Antennen und die nachrichtentechnischen Einrichtungen beliefen sich auf 78 Millionen Deutsche Mark. Für den Bau der Betriebsgebäude wurden weitere 30 Millionen Mark aufgebracht. Die Gesamtkosten betrugen zu diesem Zeitpunkt etwa 120 Millionen Mark.
Zunächst waren fünf Parabolantennen der Klasse A mit jeweils 32 Metern Durchmesser geplant, die nach und nach errichtet werden sollten. Aufgrund der fortschreitenden technischen Entwicklung wurden die Antennen drei und vier kleiner gebaut bei gleichzeitig besserer Signalqualität. Wegen der Schließung durch die Deutsche Telekom in den 1990er Jahren kam es nicht mehr zum Bau der fünften Antenne.

### Betrieb

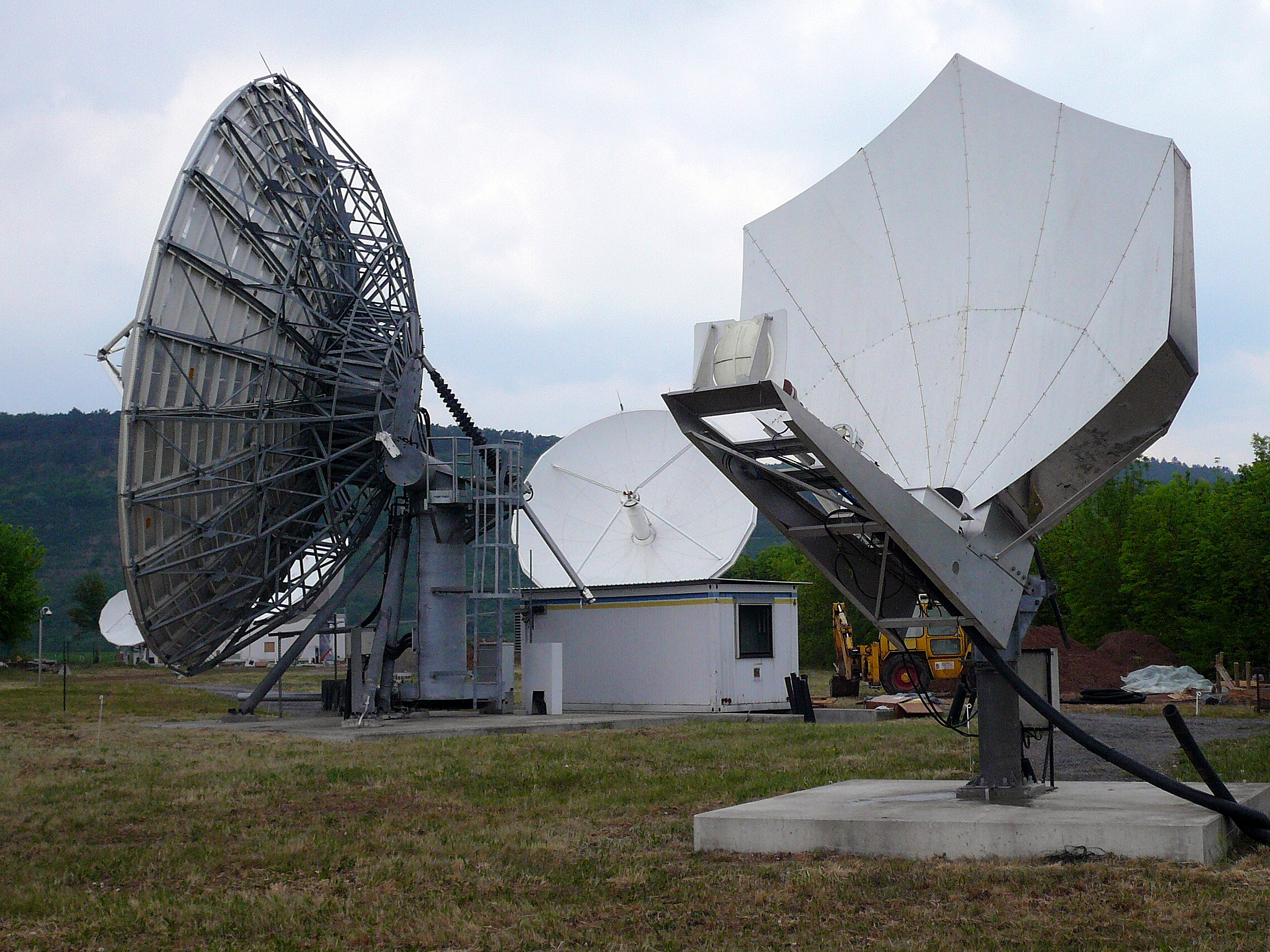
11-Meter-Antenne (links) mit Shelterbox (Mitte) im Antennenfeld eins

Am 26. Juli 1985 erfolgte die erste Verkehrsaufnahme durch Antenne eins über Satellit mit der Erdfunkstelle Ceduna in Australien. Antenne zwei wurde am 11. November 1985 in Betrieb genommen. Am 19. Januar 1991 entschied die Deutsche Telekom wegen angeblicher Überkapazitäten im Bereich des Satellitenfunks die Erdfunkstelle Fuchsstadt zu schließen. Trotz dieses Beschlusses wurden am 18. Juni 1991 die Antenne drei und am 7. Juni 1994 die Antenne vier mit jeweils 18 Meter Spiegeldurchmesser in Betrieb genommen. Weitere kleinere Antennen folgten.
Neben dem täglichen Betrieb gab es mehrere Ereignisse, bei denen die Anlage eine wichtige Rolle spielte. Die USA nutzten sie während des Golfkriegs 1991/1992 für ihre Kommunikationen. Es folgten die Satellitenübertragung der Fußball-Weltmeisterschaft von 1998 in Frankreich, der Australian Open im Tennis und der Olympischen Spiele in Nagano 1998.

### Stilllegung
Im Jahr 2000 wurde die Erdfunkstelle Fuchsstadt, die mehr als 40 Personen beschäftigt hatte, von der Telekom geschlossen. Dem voraus ging die Zusammenarbeit der Telekom mit der France Télécom, wobei sich beide Firmen darauf einigten jeweils eine ihrer Erdfunkstellen stillzulegen. France Telecom entschied sich, die Station in Pleumeur-Bodou zu schließen und Bercenay-en-Othe zu behalten. Die Entscheidung der Telekom, ob Raisting oder Fuchsstadt geschlossen werden sollte, fiel schließlich auf Fuchsstadt, da sich der damalige Niederlassungsleiter Walter Ral für Raisting starkgemacht hatte. Nach der förmlichen Stilllegung wurde Fuchsstadt im Jahr 2000 noch für Übertragungen von den Olympischen Sommerspielen aus Sydney genutzt. Danach wurde die Erdfunkstelle endgültig abgeschaltet. Antenne vier wurde abgebaut und in der Erdfunkstelle Raisting wiederverwendet.

### Übernahme durch Intelsat

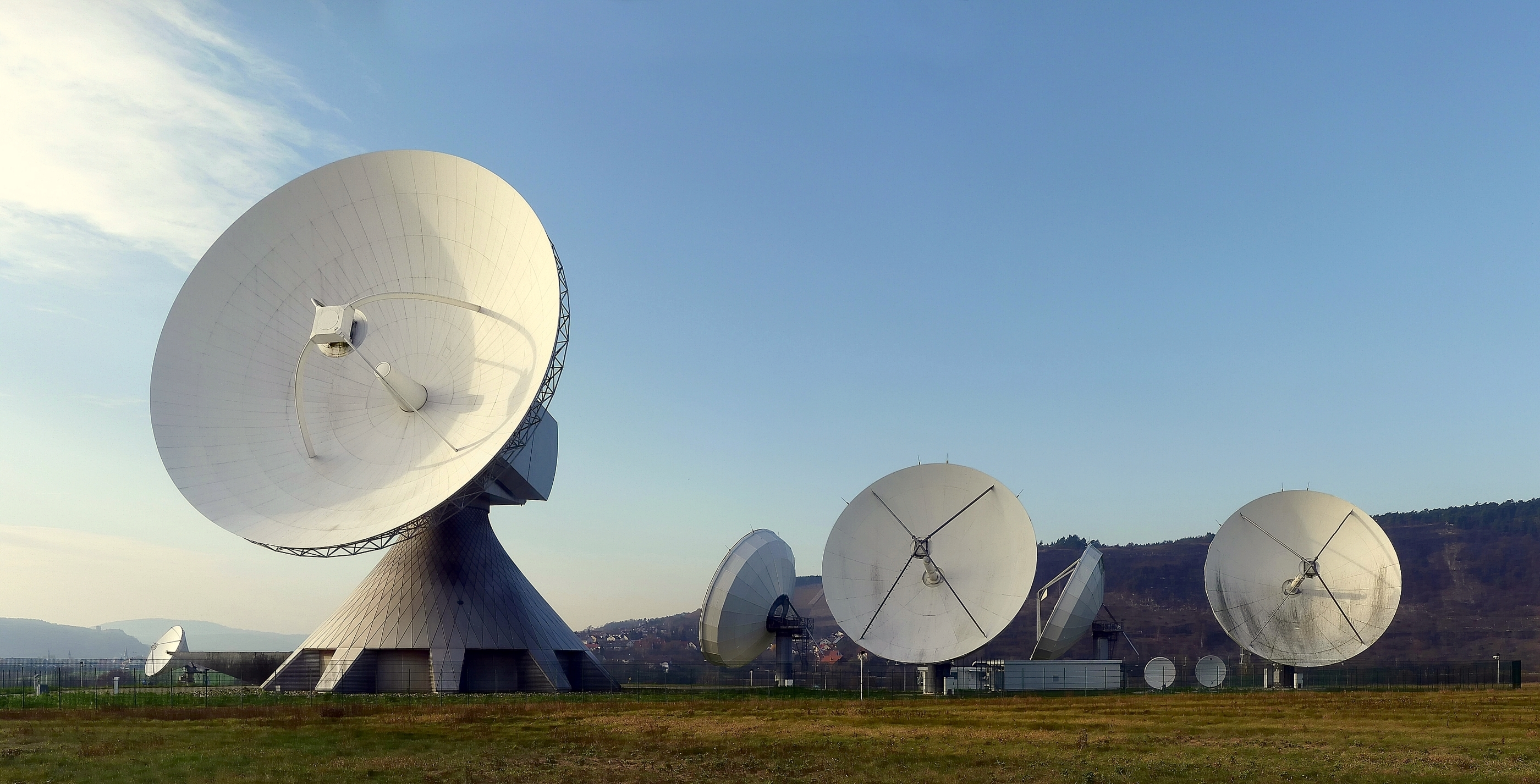
Antennenfeld zwei: links die 32-Meter-Antenne, links daneben eine 8-Meter-Antenne und rechts die vier 16,4-Meter-Antennen

Die zweite aktive Phase der Erdfunkstelle begann am 1. April 2002 mit der Übernahme durch den Konzern Intelsat, des zweitgrößten kommerziellen Satellitenbetreibers, der mehr als 50 Satelliten betreibt. Die Einrichtung wurde am 3. Juni 2002 in Anwesenheit des Vorstandsvorsitzenden von Intelsat feierlich ihrer neuen Bestimmung übergeben. Am Anfang beschäftigte Intelsat in der Erdfunkstelle etwa zehn Personen. Inzwischen sind es mehr als 30 Beschäftigte bei steigender Tendenz, wovon etwa die Hälfte bereits früher für die Telekom in der Erdfunkstelle gearbeitet hatte. Am 20. März 2002 genehmigte das Landratsamt Bad Kissingen den Bau von zwei neuen Antennen auf dem Antennenfeld vier.

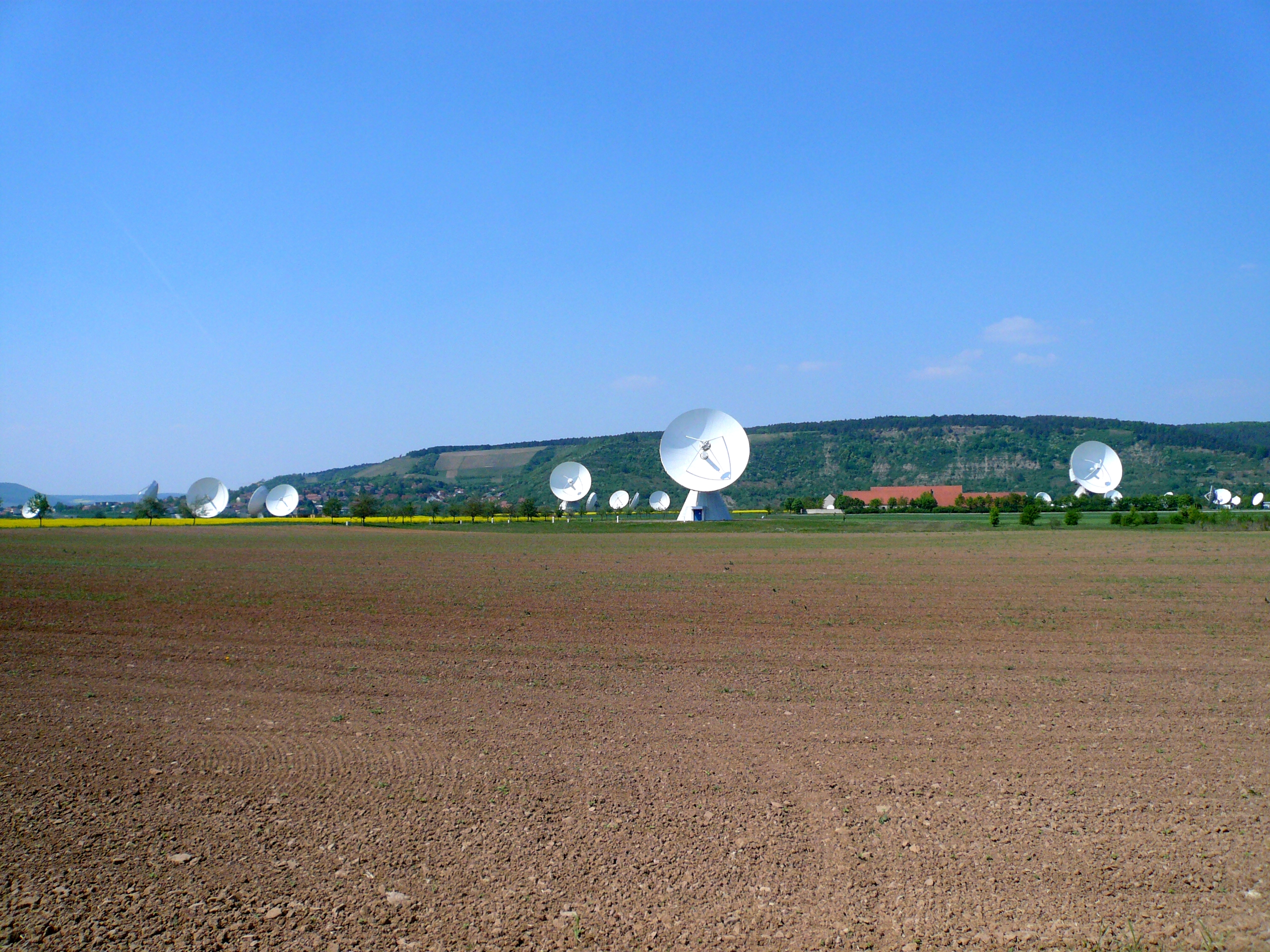
Alle Antennenfelder

In den ersten Wochen baute Intelsat neue technische Komponenten ein. Außerdem wurde der Zugang zum erdgebundenen Leitungsnetz verbessert. Noch im Frühjahr 2002 begann man mit dem Bau zweier 13-Meter-Antennen, die im Juni in Betrieb genommen wurden. Die Planung von Intelsat zielte von Anfang an darauf, die Erdfunkstelle auszubauen, um mehr Kapazitäten für ihre Kunden bereitzustellen. Zunächst hatte Intelsat eine Genehmigung erhalten, die Erdfunkstelle auf 15 Antennen zu erweitern. In den Folgejahren wurden weitere Antennen genehmigt. So konnte die Erdfunkstelle bis zum Jahr 2009, beeinflusst durch die steigende Nachfrage nach Satellitenkommunikation, auf über 40 Antennen ausgebaut werden. Die neuen Antennen haben einen Durchmesser von 4,3 bis 16,4 Meter, es entstanden aber auch kleinere, mit bis zu vier Meter Durchmesser. Für weitere drei Antennen, die bei Bedarf errichtet werden können, liegen bereits Baugenehmigungen vor. Im Juli 2009 wurde die Errichtung von sieben weiteren Antennen, vier mit 16,4 und drei mit 9,3 Meter, genehmigt, so dass der Bestand an Antennen von über neun Meter nach dem Ausbau auf über 30 ansteigen wird.

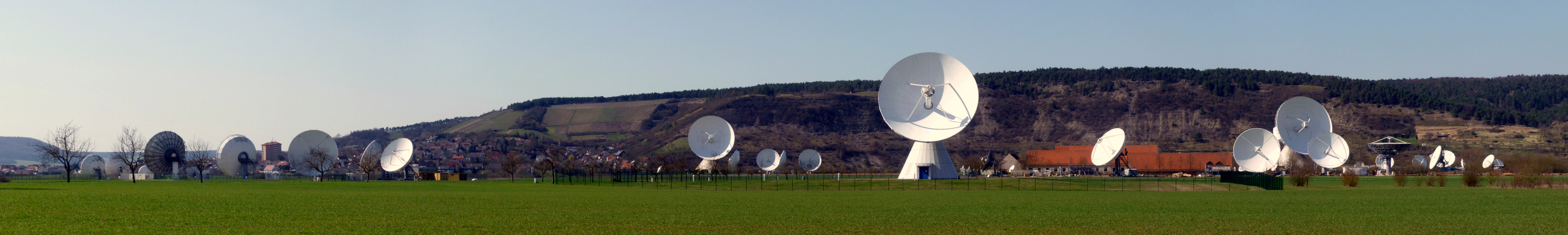
Gesamtansicht

Der Betrieb der Erdfunkstelle ging auch nach der Übernahme von Intelsat im August 2004 durch vier Private-Equity-Firmen weiter. Im November 2004 wurde eine vorher in Raisting installierte Überwachungs- und Steuerungsanlage für Intelsat-Satelliten eingebaut. Die Antennenfelder eins, zwei und vier wurden eingezäunt und videoüberwacht. Die Klimatisierungsanlagen zum Ableiten der entstehenden Wärme wurden von 14 auf 150 erhöht und drei zusätzliche Dieselaggregate zur Notstromversorgung installiert. Auch unter Intelsat beziehungsweise deren Nachfolger gab und gibt es sportliche Höhepunkte wie Übertragungen der NBA, NASCAR-Autorennen und der Formel 1. Insgesamt investierte Intelsat im zweistelligen Millionenbereich in die Erdfunkstelle.

## Aufbau der Anlage

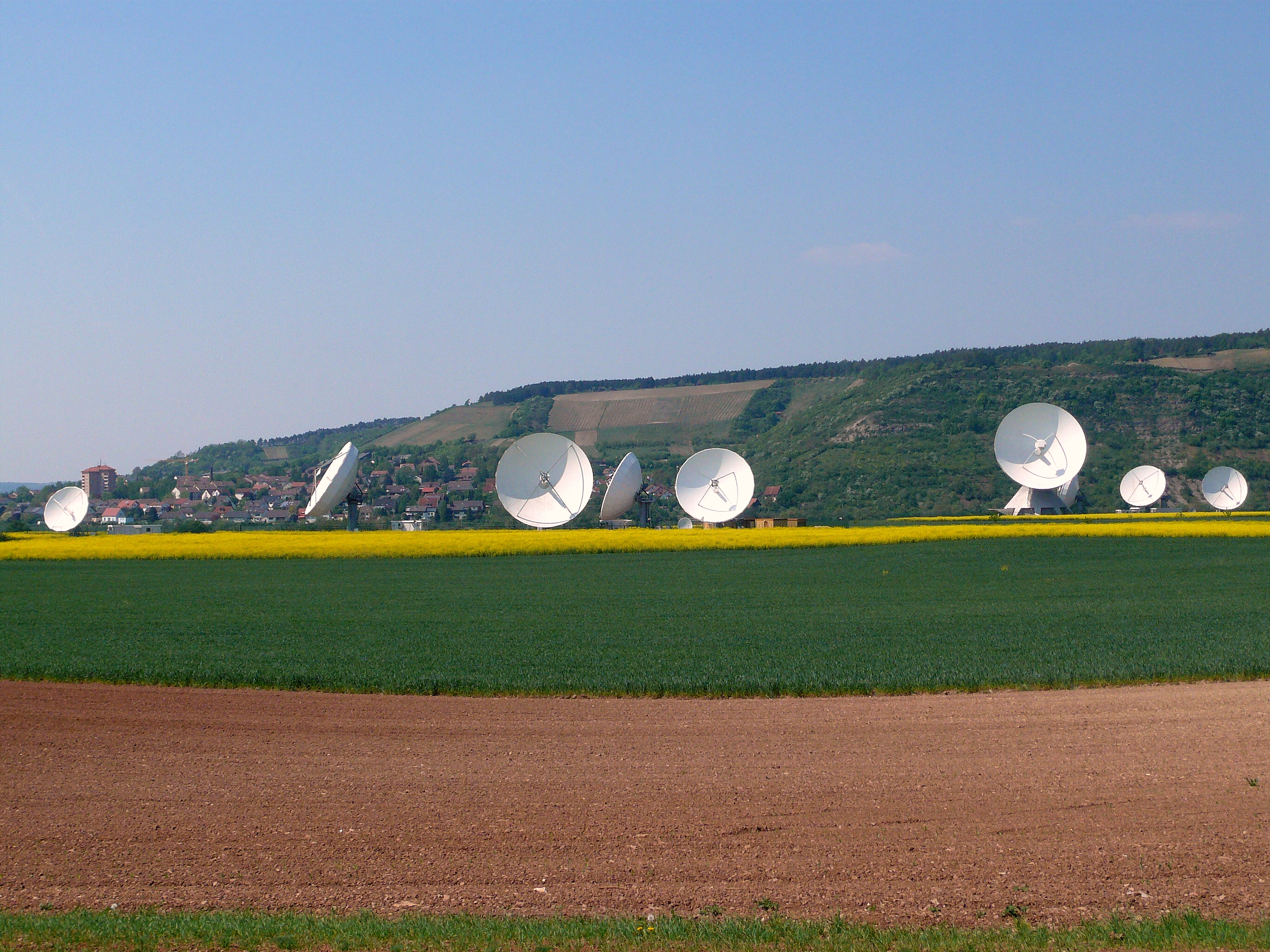
Antennenfeld zwei und vier

Die gesamte Anlage ist in mehrere Bereiche unterteilt. Sie besteht aus dem Betriebsgebäude, vier Antennenfeldern mit mehr als 40 voll beweglichen Parabolantennen und dem Sendemast. Zurzeit werden 23 große Parabolantennen zum Senden und Empfangen von Signalen ins All beziehungsweise aus dem All genutzt. 20 davon wurden von Intelsat in den letzten Jahren mit überwiegend einheitlichen Größen errichtet (9,3, 13 und 16,4 Meter Durchmesser). Zwei der drei älteren Antennen haben einen Durchmesser von 32 und die dritte von 18 Metern. Weitere Antennen von 4,2 bis 6,3 Meter Durchmesser dienen ebenfalls zum Senden und Empfangen von Signalen. Weitere kleinere Parabolantennen, mit Größen bis vier Meter, können nur zum Empfang von Signalen genutzt werden, wobei die meisten von Intelsat stammen.
Die Antennen über zehn Meter Durchmesser werden überwiegend im Frequenzbereich des C-Bandes und die kleineren, einschließlich der 9,3-Meter-Antennen, im Ku-Band-Bereich genutzt, um mit den geostationären Satelliten von Intelsat in Kommunikation treten zu können. Diese Satelliten befinden sich in etwa 36.000 Kilometer Höhe und bedienen Europa, Nord- und Südamerika, Afrika und große Teile von Asien.

### Betriebsgebäude

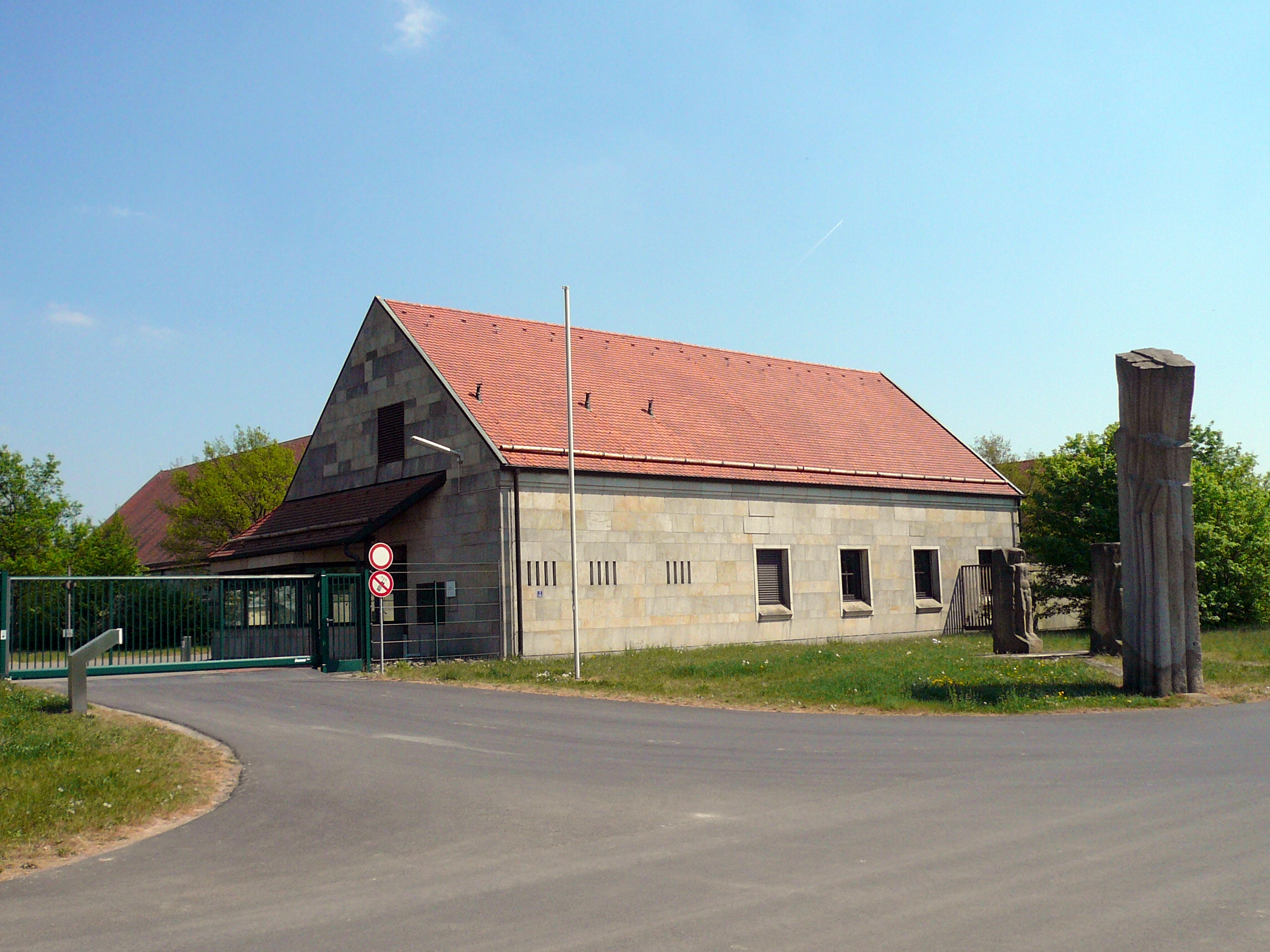
Betriebsgebäude am Haupteingang

Beim Betriebsgebäude handelt es sich um mehrere miteinander verbundene Gebäudekomplexe, in denen über 30 Personen beschäftigt sind. Das Betriebsgebäude besteht aus sechs, nach Funktionen gegliederten Baukörpern und umfasst eine Betriebsfläche von etwa 7.000 Quadratmetern. Darunter befindet sich die zentrale Betriebswarte, von wo aus alle wichtigen Funktionen überwacht und fernbedient werden. Die Überwachungs- und Steuerungsanlage von Intelsat-Satelliten ist in einem besonders gesicherten Gebäudeteil untergebracht.
Die Fassade des Gebäudes wurde aus Naturstein errichtet und mit ziegelgedeckten Satteldächern versehen. Das Betriebsgebäude ist mit den Antennenfeldern durch Kabelkanalanlagen verbunden.

### Stromversorgung

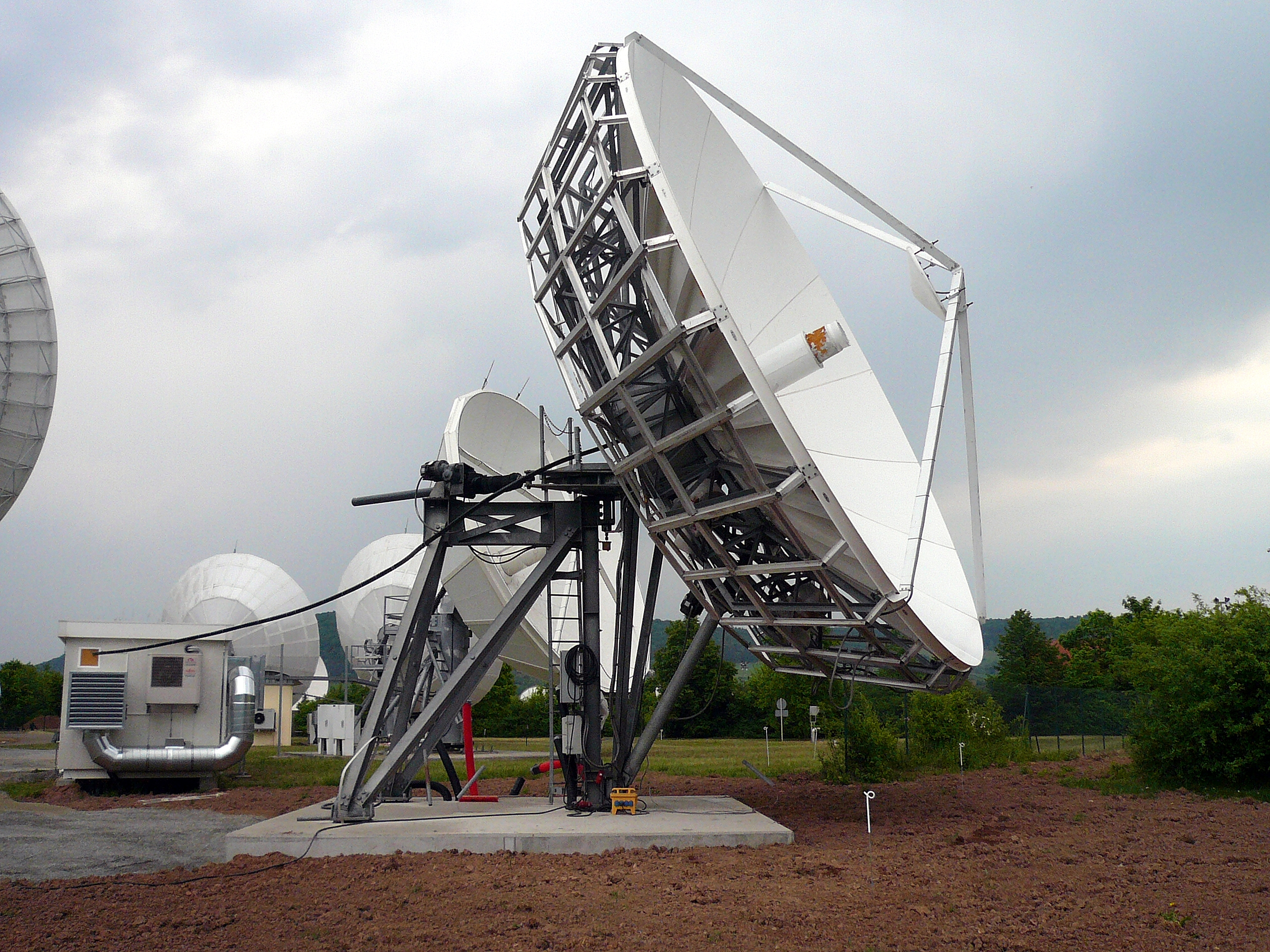
6,3-Meter-Antenne auf Antennenfeld eins

Die Erdfunkstelle wird durch zwei 20-kV-Leitungen vom Umspannwerk Fuchsstadt mit Strom versorgt. Um bei einem Stromausfall die Stromversorgung der gesamten Erdfunkstelle aufrechtzuerhalten, befinden sich im Betriebsgebäude vier stationäre Dieselmotoren, die getrennt in Notstrom und unterbrechungsfreien Strom zugeschaltet werden können. Drei der vier Dieselaggregate mit angeschlossenem Generator wurden unter Intelsat errichtet. Der Generator aus der Entstehungszeit der Erdfunkstelle liefert eine etwas geringere Leistung.
Um Auswirkungen von Spannungsschwankungen aus dem öffentlichen Elektrizitätsnetz – etwa bei Umschaltungen oder Gewittern – auf empfindliche Teile der elektrischen Anlagen zu verhindern, sind diese über einen Schutzmechanismus gesichert: die Energie wird über ein 2900 Kilogramm schweres Schwungrad gepuffert, das sich mit 3300 Umdrehungen in der Minute dreht. Mit diesem Schwungrad wird elektrischer Strom erzeugt, der den empfindlichen elektronischen Anlagenteilen der Erdfunkstelle zur Verfügung steht.

### Antennenfelder
Die Erdfunkstelle enthält fünf Antennenfelder, von denen vier mit Antennen ausgestattet sind und einen Abstand von etwa 500 Metern voneinander haben. Innerhalb der vier Antennenfelder befindet sich das Betriebsgebäude, das mit dem Antennenfeld eins verbunden ist. Die vier Antennenfelder sind eingezäunt und videoüberwacht.
| Antennen mit mehr als zehn Meter Durchmesser (Stand 2008) | Antennen mit mehr als zehn Meter Durchmesser (Stand 2008) | Antennen mit mehr als zehn Meter Durchmesser (Stand 2008) | Antennen mit mehr als zehn Meter Durchmesser (Stand 2008) | Antennen mit mehr als zehn Meter Durchmesser (Stand 2008) | Antennen mit mehr als zehn Meter Durchmesser (Stand 2008) |
| Bezeichnung der Antenne                                   | Durch- messer                                             | Antennen- feld                                            | Bezeichnung der Antenne                                   | Durch- messer                                             | Antennen- feld                                            |
| --------------------------------------------------------- | --------------------------------------------------------- | --------------------------------------------------------- | --------------------------------------------------------- | --------------------------------------------------------- | --------------------------------------------------------- |
| FUS-01A                                                   | 32 Meter                                                  | eins                                                      | FUS-10A                                                   | 16,4 Meter                                                | vier                                                      |
| FUS-02A                                                   | 32 Meter                                                  | zwei                                                      | FUS-11A                                                   | 16,4 Meter                                                | zwei                                                      |
| FUS-03A                                                   | 18 Meter                                                  | drei                                                      | FUS-12A                                                   | 16,4 Meter                                                | zwei                                                      |
| FUS-04A                                                   | 13 Meter                                                  | vier                                                      | FUS-14A                                                   | 16,4 Meter                                                | zwei                                                      |
| FUS-05A                                                   | 13 Meter                                                  | vier                                                      | FUS-15A                                                   | 16,4 Meter                                                | vier                                                      |
| FUS-07A                                                   | 16,4 Meter                                                | zwei                                                      | —                                                         | 11 Meter                                                  | eins                                                      |

Antennenfeld 1

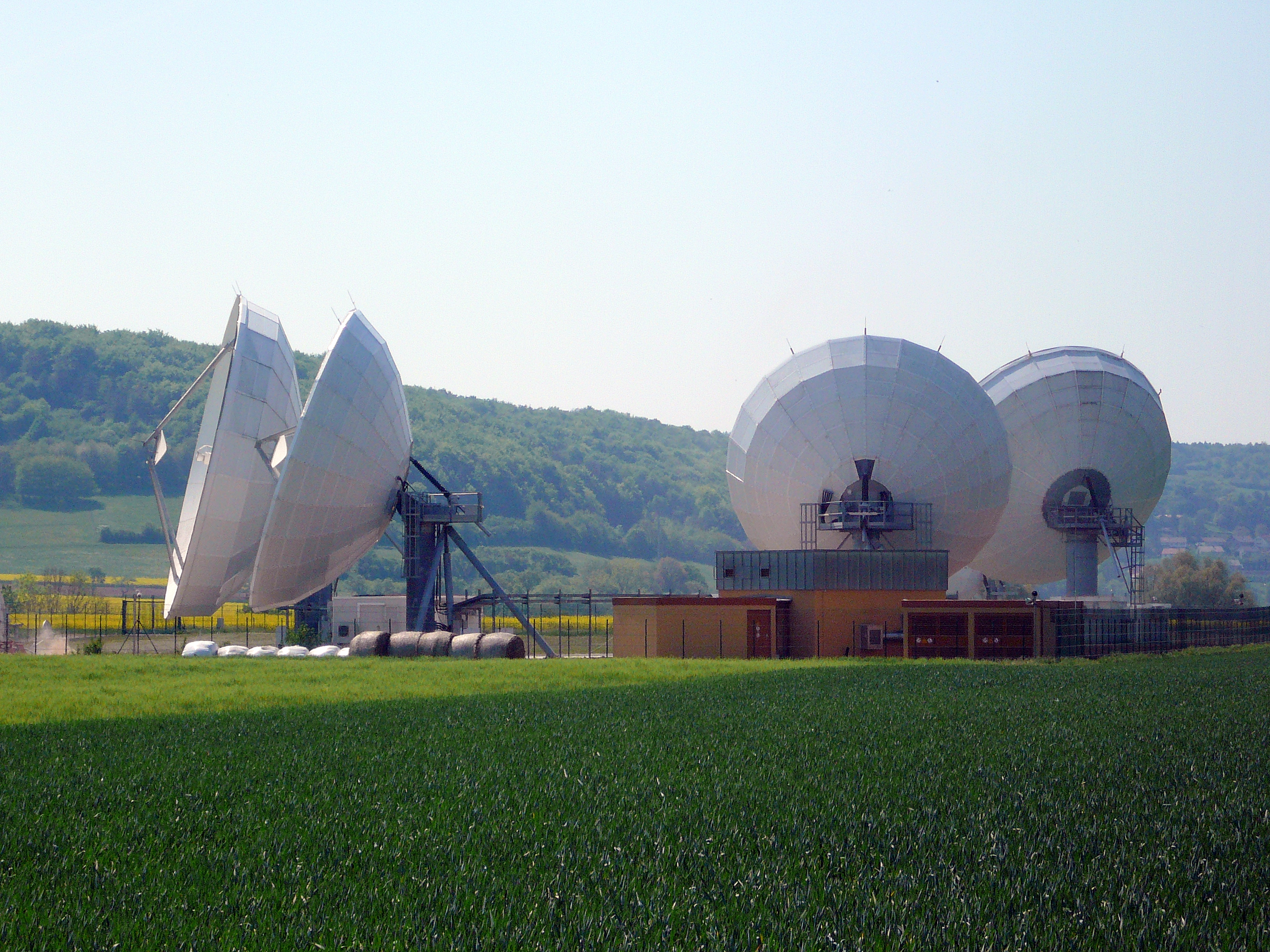
Antennenfeld vier, zwei 16,4-Meter- und zwei 13-Meter-Antennen

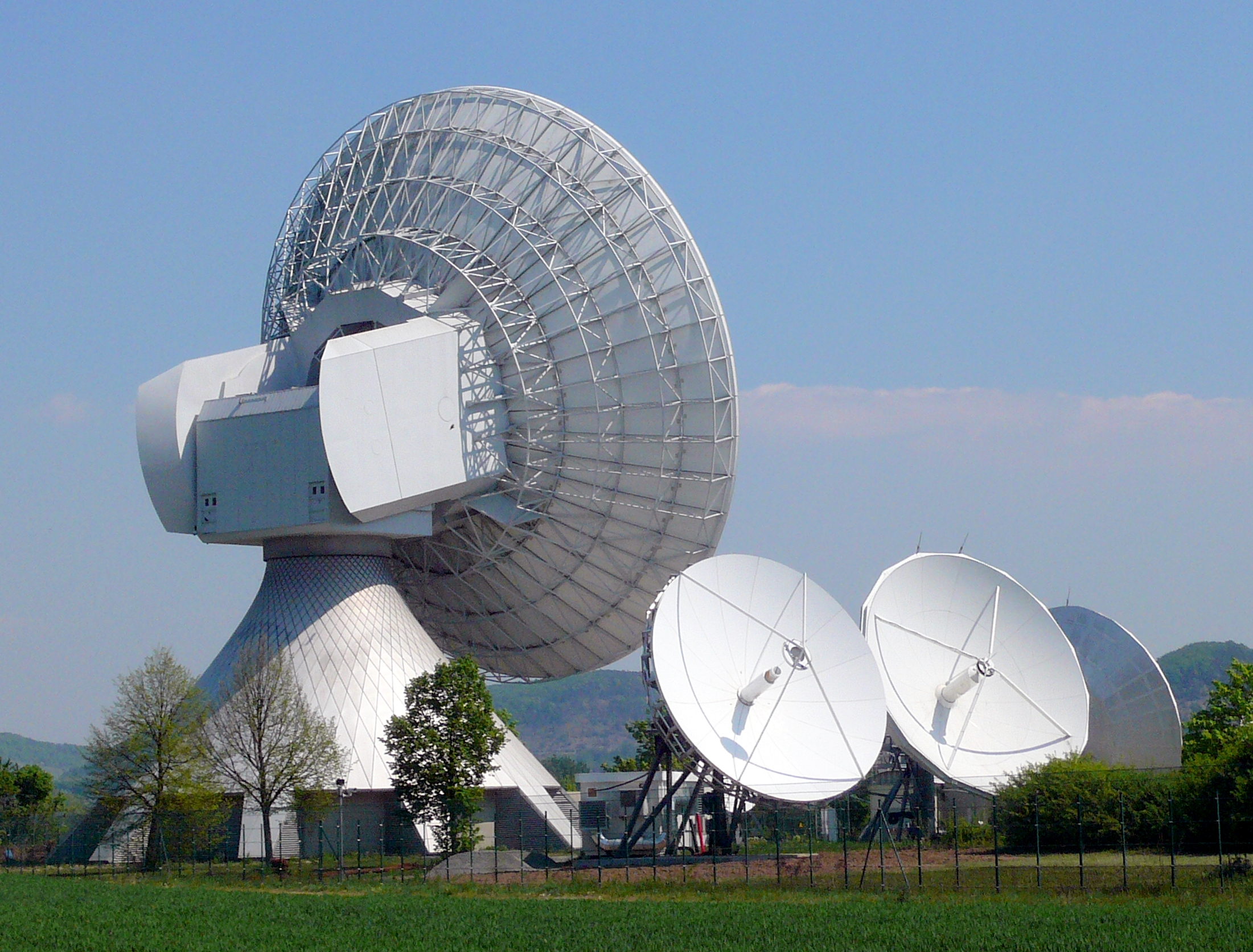
Antennenfeld eins mit 32-Meter- und 6,3 bis 9,3-Meter-Antennen

Beim Antennenfeld 1 handelt es sich um das Hauptareal der Erdfunkstelle. Hier befindet sich die erste Antenne der Erdfunkstelle aus dem Jahr 1984 mit einem Durchmesser von 32 Metern. Die Antenne besteht aus einem Haupt- und einem Fangreflektor, die durch ein automatisches Nachführsystem auf den Satelliten ausgerichtet werden. Die Antenne kann Windgeschwindigkeiten bis zu 180 Kilometern pro Stunde aushalten. Die Antenne ist im Gegensatz zu den etwas älteren Antennen in Raisting mit einer neuartigen, hyperbolisch gekrümmten Stütze für den Hilfsreflektor ausgestattet, außerdem fehlt die hintere Reflektorverkleidung. Der Antennensockel ist dreistöckig. Im untersten Betriebsgeschoss befindet sich die zentrale Klimaanlage. In den beiden anderen Geschossen sind die Einrichtungen zur Steuerung der Antenne und der Sendetechnik untergebracht. Ein weiterer Betriebsraum in der Stahlkonstruktion der Antenne ist mit einer eigenen Klimaanlage ausgestattet.
Zwei Antennen haben Durchmesser von 16,4, zwei weitere von 13 Metern. Weiterhin befinden sich dort neun Antennen mit 9,3, je eine mit 11, 8,1, 4,6 und zwei mit 4,2 Meter Durchmesser. Jeweils zwei dieser Antennen werden von Shelterboxen – Containern mit darin installierter Technik – kontrolliert. Außerdem stehen mehr als zehn weitere Antennen mit Durchmessern bis zu vier Metern ohne Shelterboxen zur Verfügung.
Antennenfeld 2

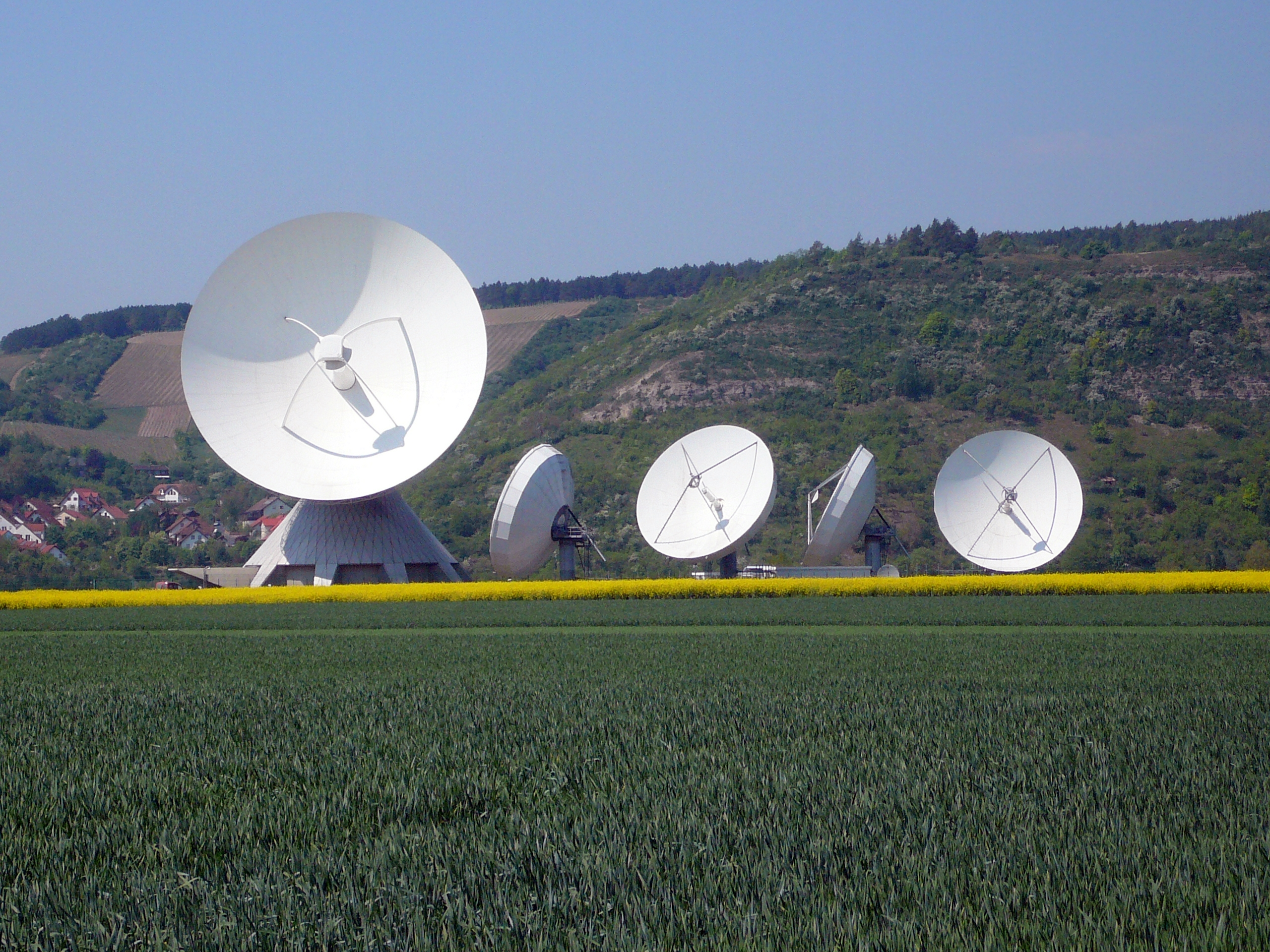
Antennenfeld zwei: links eine 32-Meter-Antenne und rechts daneben vier 16,4-Meter-Antennen

Dort befinden sich eine 32-Meter-Antenne aus dem Jahr 1985, vier weitere Antennen mit jeweils 16,4 Metern Durchmesser sowie eine 8-Meter-Antenne und mehrere kleinere Antennen. Die 32-Meter-Antenne ist baugleich mit der Antenne auf Feld eins. Die Antenne wurde, wie das Gegenstück auf Feld eins im Jahr 2005 neu angestrichen. Die vier 16,4-Meter-Antennen werden von zwei innerhalb des Feldes befindlichen Shelterboxen kontrolliert.
Antennenfeld 3
Dieses Antennenfeld enthält eine Antenne aus dem Jahr 1991 mit 18 Meter Durchmesser. Eine weitere Antenne mit 13 Metern Durchmesser ist geplant.
Antennenfeld 4
Dort stand eine Antenne mit 18,3 Metern Durchmesser und einem Gesamtgewicht von 23 Tonnen. Diese wurde nach der Stilllegung abgebaut und nach Raisting gebracht. Gegenwärtig stehen dort drei Antennen mit 16,4, zwei mit 13, zwei mit 9,3, eine mit 8 Meter Durchmesser und weitere kleinere Antennen. Innerhalb des Antennenfeldes befinden sich mehrere Shelterboxen, die für den Betrieb der Antennen notwendig sind.
Antennenfeld 5
Ursprünglich waren fünf Antennenfelder mit jeweils einer 32-Meter-Antenne geplant. Wegen der bereits im Jahre 1991 beschlossenen Schließung der Erdfunkstelle kam es nicht zum Bau einer fünften Antenne durch die Telekom. Dieses Antennenfeld wurde im Jahre 2002 ebenfalls von Intelsat übernommen. Auf diesem Feld sollen auch künftig keine Antennen errichtet werden.
Fernmeldeturm

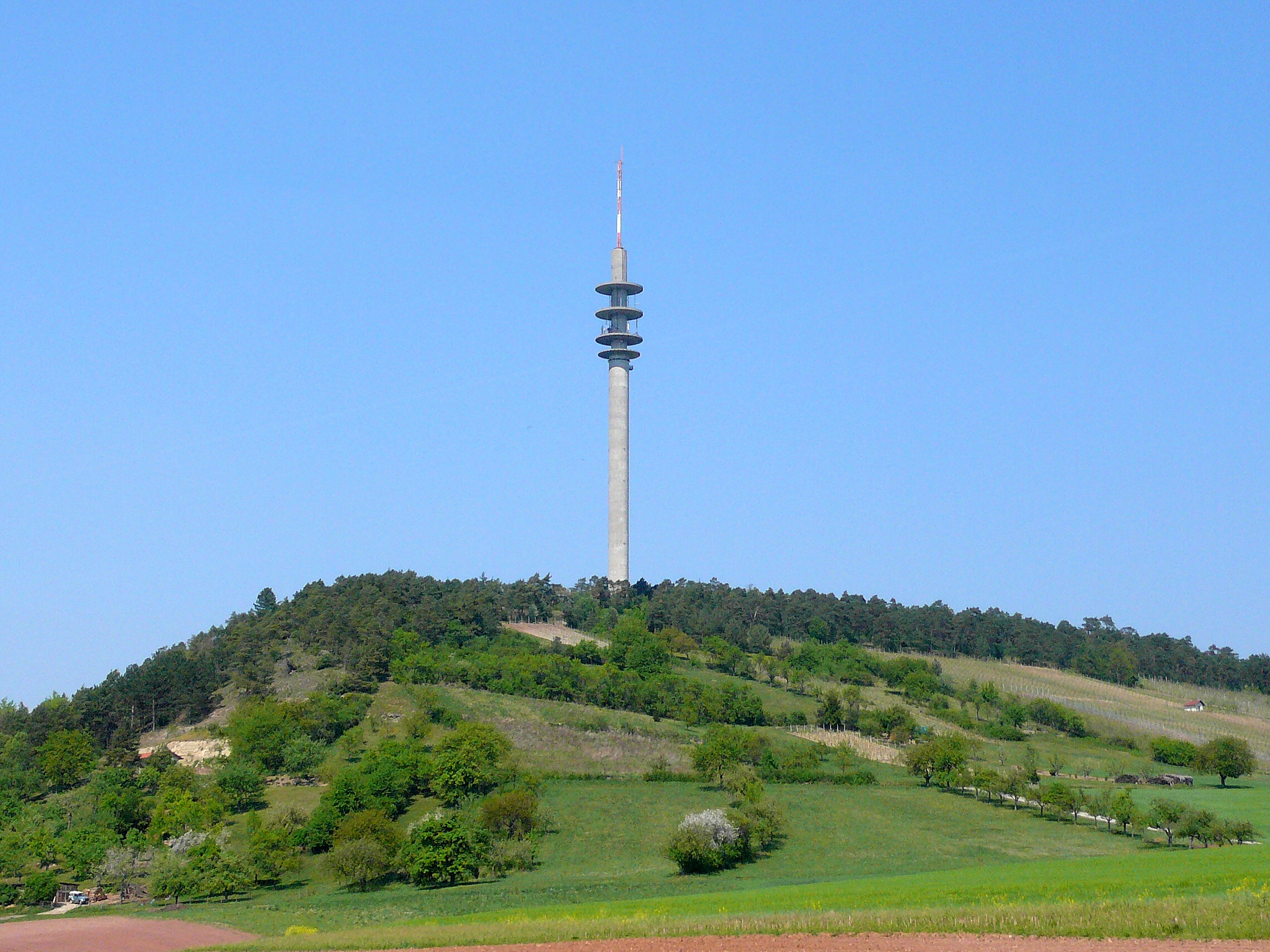
Sendemast auf dem Längberg

Der Turm befindet sich zwei Kilometer nordöstlich der Erdfunkstelle auf dem Längberg (310 Meter über Normalnull). Der Turm dient dazu, Hörfunk und Fernsehen auszusenden, aber auch richtfunkbasierte Telekommunikation, wie beispielsweise die Übertragung von Telefongesprächen, von und zur Erdfunkstelle in das Umfeld zu leiten. Die Höhe des Turmes und die darauf befindliche Antenne wird bestimmt durch die Notwendigkeit, die Signale störungsfrei in einem großen Umkreis senden und empfangen zu können.
Bei dem Turm handelt es sich um einen modifizierten Fernmeldeturm (FMT) 16 mit vier Plattformen, aber ohne Betriebsgeschoss. Der Turmschaft selbst ist 111 Meter hoch, mit dem aufgesetzten Mast hat der Sendemast eine Gesamthöhe von 137,5 Metern. Die Plattformen befinden sich in 79, 85, 92,5 und in 100 Meter Höhe. Die unterste Plattform hat einen geringeren Durchmesser als die drei anderen. Auf den einzelnen Plattformen befanden sich mehrere Spiegel, die überwiegend nach der Stilllegung durch die Telekom abgebaut wurden.

## Aktuelle Situation

Antennenfeld 1 mit Betriebsgebäude

Trotz der insolvenzbedingten Übernahme von Intelsat befindet sich die Erdfunkstelle ständig im Ausbau. Im Jahre 2007 wurden im Antennenfeld eins drei weitere Antennen mit Durchmessern von 4,5 bis 9,3 Metern errichtet. Eine weitere Antenne befindet sich derzeit im Gründungsbau. Das Fundament hierzu ist fertig und es befinden sich darin die Leitungen und Befestigungen für die spätere Antenne. Von Seiten der lokalen Bevölkerung wurde der Ausbau der Anlage oft kritisiert, der inzwischen den ursprünglich geplanten Endausbau aus dem Jahr 2002 von 17 Antennen deutlich übersteigt.

### Strahlung

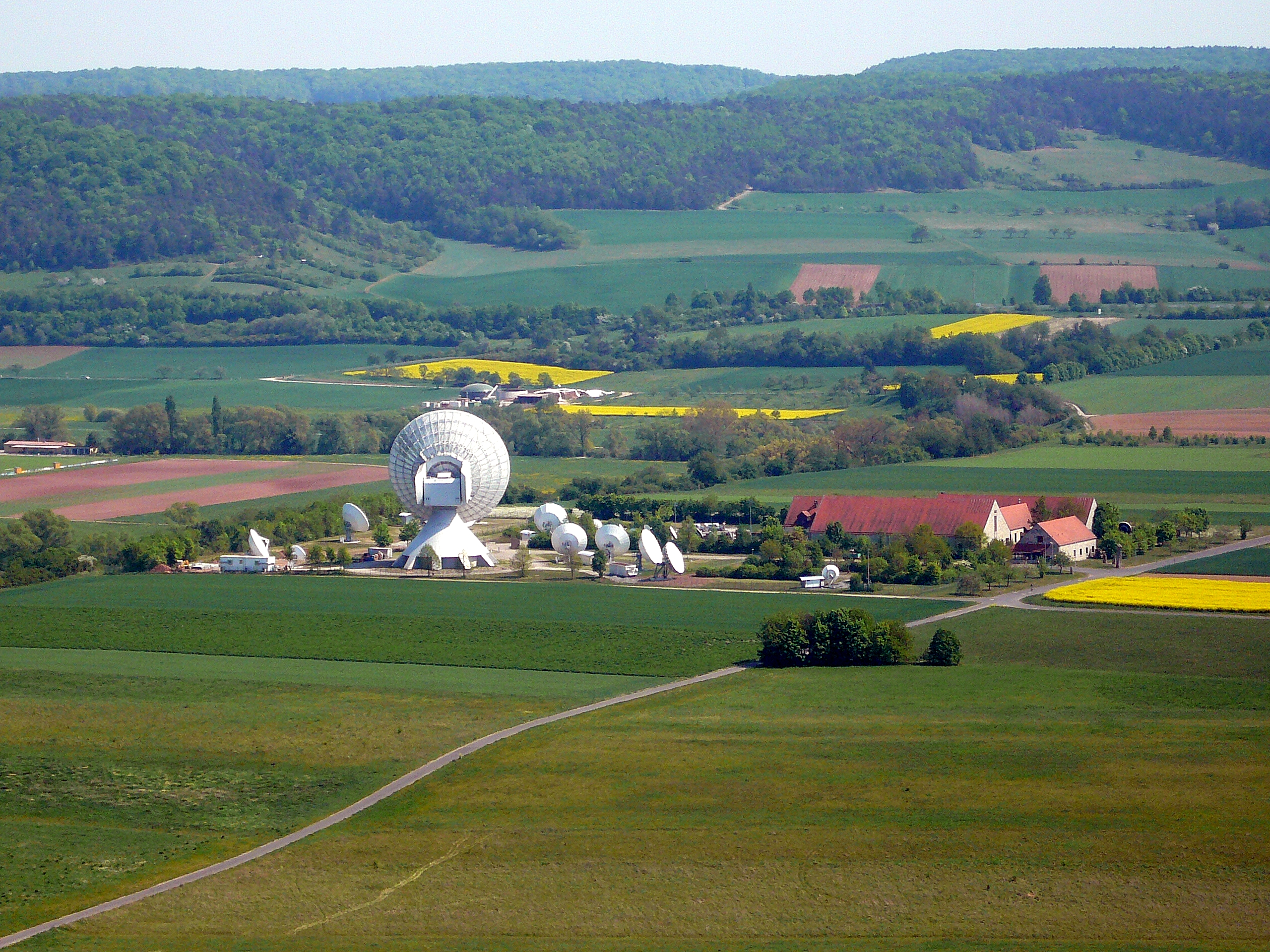
Antennenfeld eins vom Ofentaler Berg aus betrachtet

Die Bundesnetzagentur stellt für jede Antenne ein für die Nutzung notwendiges Zertifikat aus. Daneben werden separate Standortbescheinigungen ausgestellt, in denen festgelegt ist, wo die Grenzen der einzelnen Antennen für den Höhenabstand zu Wohnbauten und Gelände liegen. Innerhalb dieser Grenzbereiche kann ein längerer Aufenthalt durch Strahlenbelastungen zu gesundheitlichen Schäden führen. Sehr hohe Energien treten im Zentrum jedes Antennenreflektors auf.
Jede Antenne in Fuchsstadt weist einen Elevationswinkel von mindestens acht Grad auf. Hierdurch soll eine genügende Überhöhung zum umliegenden Gelände und zur Bebauung gewährleistet werden. Der festgelegte Sicherheitsabstand in Hauptstrahlrichtung liegt für Antenne eins bei 140, bei der zweiten Antenne bei 245 und bei der dritten Antenne bei 236 Metern. Für die Antennen vier und fünf, die als erste unter Intelsat errichtet wurden – zwei 13-Meter-Antennen auf dem Antennenfeld vier – beträgt der Sicherheitsabstand 1.425 Meter. Die großen Unterschiede bei den Sicherheitsabständen hängen von der unterschiedlichen Größe der Antennen und den verwendeten Sendeleistungen ab.

### Kritik

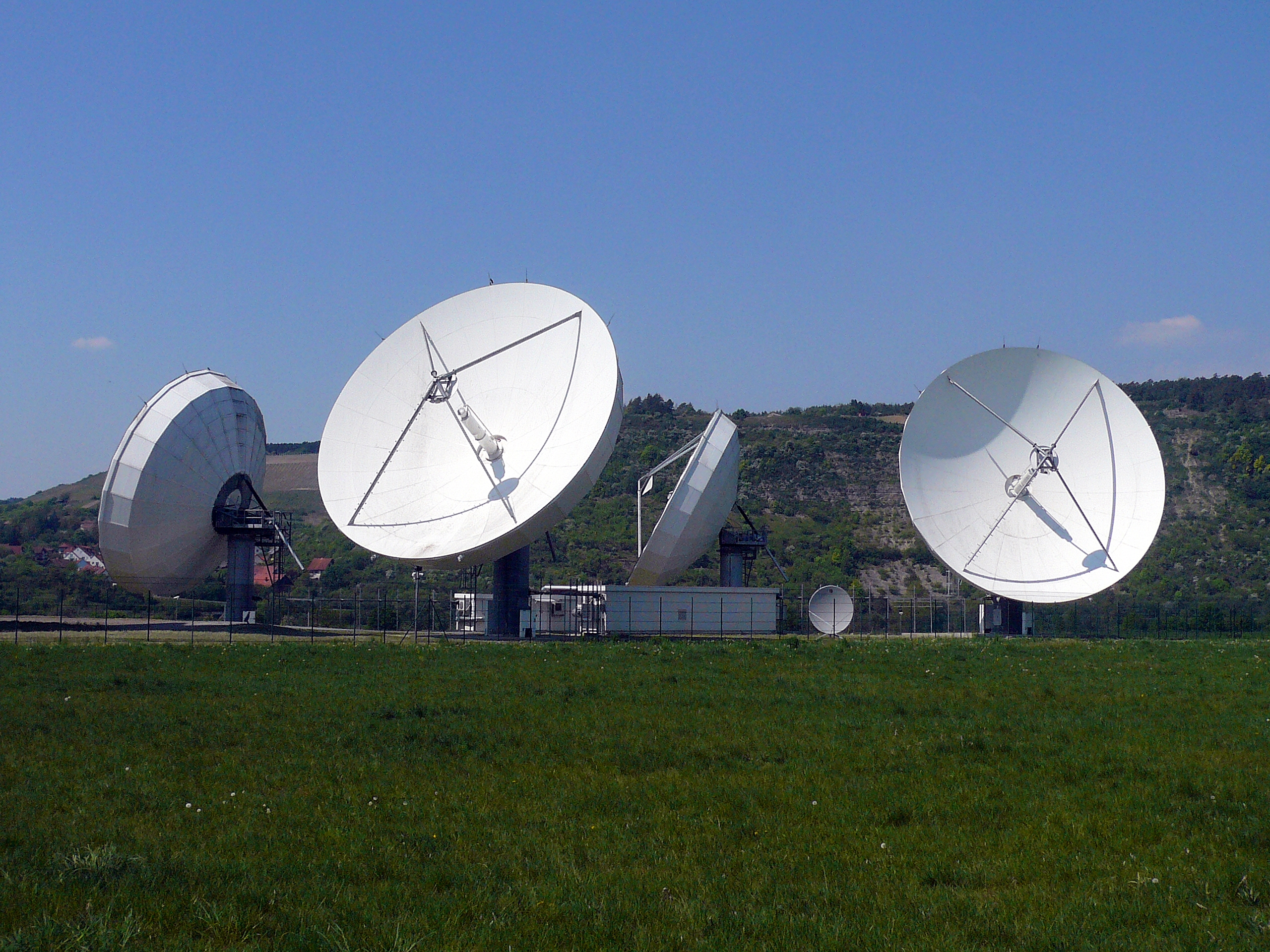
Antennenfeld zwei mit vier 16,4-Meter-Antennen

In den Gemeinderatssitzungen der Gemeinde Fuchsstadt wurde die Einhaltung der Strahlungswerte der einzelnen Antennen angesprochen, deren Hauptstrahlrichtungen teilweise über bebautes Gebiet weisen. Teile des Gemeinderates und der Bürgerschaft forderten deshalb vom Betreiber der Erdfunkstelle einen Nachweis für die Unbedenklichkeit der Antennen. Günter Zorbach, Leiter der Erdfunkstelle und früherer Telekom-Manager, verweist bei diesen Anliegen auf die Standortbescheinigungen der Bundesnetzagentur, wonach die Anlage allen Sicherheitsstandards entspricht und versichert, dass die von den Antennen ausgehende elektromagnetische Strahlung außerhalb der für jede Antenne festgelegten Grenzbereiche für den Menschen nicht gefährdend sei.
Kritiker werten jedoch die Tatsache, dass die Antennen aufgrund von Störeinflüssen untereinander in einem Mindestabstand aufgestellt werden, der dem zweifachen Spiegeldurchmesser entspricht, als Indiz dafür, dass die Antennen auch ihr direktes Umfeld mit Strahlen belasten. Zorbach argumentiert hier damit, dass dieser seitliche Abstand nur erforderlich sei, damit zwei Antennen sich nicht gegenseitig stören, wenn sie auf der gleichen Frequenz senden. Die Gemeinde hat es bisher unterlassen, die Strahlenbelastungen im Umfeld der Anlage von neutralen Gutachtern untersuchen zu lassen. Sie konnte aber auch die von Zorbach vorgelegten Strahlendiagramme nicht vollständig interpretieren.